# Come Prima (bande dessinée)
Pour les articles homonymes, voir Come Prima.
Come Prima est une bande dessinée d'Alfred publiée en 2013 par Delcourt. L'album a obtenu le Fauve d'or du festival d'Angoulême en 2014. Alfred a réalisé le scénario, la couleur et le dessin, mais le coloriste Maxime Derouen a également apporté son concours.

## Thème
Road-movie mettant en scène deux frères dont le père vient de mourir dans l'Italie du début des années 1960, l'album a connu un certain succès critique et public. Il fait d'ailleurs partie, en janvier 2014, de la bédéthèque idéale de la rédaction du magazine Télérama.

## Récompense
- 2014 :  Fauve d'or du festival d'Angoulême[3],[4].

## Adaptations
- "Come Prima", film réalisé par Tommy Weber - 2021
- "Come Prima", spectacle musical par Laetitia Grimaldi - 2022